# Jake Barrett
Pour les articles homonymes, voir Barrett.
Jake Dalton Barrett (né le 22 juillet 1991 à Upland, Californie, États-Unis) est un lanceur de relève droitier qui a joué pour les Diamondbacks de l'Arizona dans la Ligue majeure de baseball de 2016 à 2018.

## Carrière
Joueur à l'école secondaire Desert Ridge High de Mesa en Arizona, Jake Barrett est réclamé par les Blue Jays de Toronto au 3e tour de sélection du repêchage amateur de juin 2009, mais l'équipe et lui ne parviennent pas à s'entendre sur les termes d'un contrat. Barrett rejoint alors les Sun Devils de l'université d'État de l'Arizona et signe son premier contrat professionnel avec les Diamondbacks de l'Arizona, qui le réclament au 3e tour du repêchage de 2012. 
Avec l'équipe des États-Unis, Jake Barrett remporte une médaille d'argent en baseball aux Jeux panaméricains de 2015 à Toronto,.
Barrett fait ses débuts dans le baseball majeur comme lanceur de relève des Diamondbacks de l'Arizona le 4 avril 2016 face aux Rockies du Colorado.